# 도리카이촌 (후쿠오카현 사와라군)
도리카이촌(鳥飼村)은 후쿠오카현 사와라군에 있던 촌이다. 1911년 11월 1일에 후쿠오카시에 편입되었다.

## 역사
- 1889년 4월 1일 - 정촌제 시행에 수반해 사와라군 도리카이촌이 성립하였다.
- 1919년 11월 1일 - 후쿠오카시에 편입해 소멸하였다.